# سلسله کوه هندوکش
سلسله کوه هندوکش یک کوه در افغانستان است که در استان پروان  و در رشته‌کوه هندوکش واقع شده است.